# Рогов, Евгений Иванович (учёный)
Евгений Иванович Рогов — советский и казахстанский учёный в области вентиляционных сетей шахт и рудников.

## Биография
Родился 27 апреля 1937 года в г. Змеиногорск Алтайского края.
В 1959 г. с отличием окончил Казахский горно-металлургический институт по специальности «горный инженер-технолог», работал на шахте 86-87 комбината «Карагандауголь» горным мастером, зам. начальника участка.
В 1961—1964 гг. учился в очной аспирантуре Института горного дела АН КазССР и досрочно защитил кандидатскую диссертацию на тему «Теоретические исследования сложных вентиляционных сетей и их приложение к практике».
Работал там же: младший научный сотрудник (1963), старший научный сотрудник (1965), учёный секретарь (1965—1971), зав. лабораторией основ теории технологии разработки твердых полезных ископаемых (1971 г. — по настоящее время), заместитель директора (1987—1988), директор института (1988—1999).
В 1982 г. защитил докторскую диссертацию «Научные основы моделирования и оптимизации процессов и подсистем угольной шахты». В 1984 г. присвоено звание профессора.
Начиная с середины 1960-х гг. создал школу в области решения проблем математического моделирования сложных технологических систем, опубликовав монографии:
- Управление и теория графов. Алма-Ата, 1965. 103 с.;
- Теория и методы математического моделирования производственных процессов в горном деле. Алма-Ата: Наука, 1973. 143 с.;
- Системный анализ в горном деле / Е. И. Рогов ; АН КазССР, Ин-т горного дела. — Алма-Ата : Наука, 1976. — 207 с. : схем.; 22 см;
- Основы теории вентиляционных сетей [Текст] / С. Цой, Е. И. Рогов ; Акад. наук КазССР. Ин-т горного дела. — Алма-Ата : Наука, 1965. — 283 с. : черт.; 22 см.
- Выбор оптимальной технологии проведения горизонтальных горных выработок [Текст] / Е. И. Рогов, М. Р. Шуруба ; Отв. ред. канд. техн. наук А. Сиразутдинов ; АН Каз. ССР. Ин-т горного дела. — Алма-Ата : Наука, 1969. — 159 с. : черт.; 20 см.
- Оптимизационное моделирование в горном деле / Е. И. Рогов; АН КазССР, Ин-т горн. дела. — Алма-Ата : Наука КазССР, 1987. — 76,[3] с. : ил.; 21 см.
- Надежность проветривания угольных шахт [Текст] / Е. И. Рогов, С. С. Банкин, Е. Я. Рясков ; АН КазССР, Ин-т горного дела. — Алма-Ата : Наука, 1975. — 152 с. : черт.; 20 см.
- Автоматизация проектирования подземных рудников / [Г. П. Данилина, А. А. Лисенков, В. Я. Эйдензон, Е. Ф. Мосин; Отв. ред. Е. И. Рогов]; АН КазССР, Ин-т горн. дела. — Алма-Ата : Наука КазССР, 1990. — 253,[2] с. : ил.; 20 см; ISBN 5-628-00419-7

Основатель научной школы по созданию адаптивных к внешней среде и породному массиву технологических подсистем горнотехнических комплексов, включая геотехнологию металлов через скважины. Этим проблемам посвящены монографии:
- Критерий работоспособности технологических систем добычи угля подземным способом / Е. И. Рогов ; АН КазССР, Ин-т горного дела. — Алма-Ата : Наука, 1977. — 64 с. : ил.; 20 см,
- Взаимодействие технологий и условий подземной выемки угля. Алма-Ата: Наука, 1978. 205 с.;
- Начала основ теории технологии добычи полезных ископаемых. Алматы, 2001. 224 с.;
- Математическое моделирование в горном деле. Алматы, 2002. 214 с.;
- Геотехнология урана на месторождениях Казахстана, Алматы, 2001. 442 с.;
- Геотехнология металлов. Алматы, 2005. 457 с.
- Оптимизация горно-строительных работ / Е. И. Рогов, А. С. Кадыров, А. А. Коркин; АН КазССР, Ин-т горн. дела. — Алма-Ата : Наука КазССР, 1990. — 237,[2] с. : ил.; 22 см; ISBN 5-628-00422-7

Автор более 400 научных работ, в том числе 19 монографий, одна из которых издана за рубежом, и 50 изобретений.
Подготовил 26 кандидатов и 14 докторов наук.
Член-корреспондент (1994), академик НАН РК (2003).
Лауреат премии им. К. И. Сатпаева (1986). Награждён орденами и медалями, полный кавалер нагрудного знака «Шахтёрская слава» России и Казахстана.